# Casual (série télévisée)
Casual ou Amour, si affinités au Québec, est une série télévisée américaine en 44 épisodes d'environ 25 minutes créée par Zander Lehmann, réalisée par Jason Reitman, et diffusée entre le 7 octobre 2015 et le 31 juillet 2018 sur Hulu.
En France, la série est diffusée depuis [Quand ?] sur Amazon Prime et sur Canal+, et au Québec depuis le 12 janvier 2017 sur Max.

## Synopsis
Une thérapeute déménage chez son frère célibataire après avoir divorcé de son mari, puis se remet à faire des rencontres tout en élevant sa fille adolescente.

## Distribution

### Acteurs principaux
- Michaela Watkins (VF : Louise Lemoine Torrès) : Valerie Meyers
- Tommy Dewey (en) (VF : Alexandre Gillet) : Alex Cole
- Tara Lynne Barr (VF : Gwenaëlle Jegou) : Laura Meyers
- Nyasha Hatendi (en) (VF : Namakan Koné) : Leon
- Julie Berman (VF : Karine Foviau) : Leia

### Acteurs récurrents
- Zak Orth (VF : Bruno Magne) : Drew Meyers
- Fred Melamed (VF : Michel Voletti) : Charles Cole
- Frances Conroy (VF : Anne Rochant) : Dawn Meyers
- Evan Crooks (VF : Eilias Changuel) : Emile

### Acteurs secondaires

#### Saison 1
- Patrick Heusinger (VF : Thomas Roditi) : Michael Carr
- Alisha Boe (VF : Camille Lamarche) : Becca
- Taylor Spreitler (VF : Cécile Vigne) : Mia
- Brianne Davis (VF : Virginie Braque) : Skye
- Dean Geyer (VF : Quentin d'Hainaut) : James
- Eliza Coupe (VF : Laura Blanc) : Emmy
- Andy Buckley (VF : Emmanuel Lemire) : Paul Schmidt
- Adam Lustick (VF : Jerome Wiggins) : Anthony
- Nikki SooHoo (VF : Valérie Bachère) : Mae-Yi

#### Saison 2
- Katie Aselton (VF : Armelle Gallaud) : Jennifer
- Rhenzy Feliz (VF : François Creton) : Sspencer
- Vincent Kartheiser (VF : Yoann Sover) : Jordan Anderson
- Dylan Gelula (VF : Nastassja Girard) : Aubrey
- Elizabeth Hendrickson (VF : Edwige Lemoine) : Cora
- Tonja Kahlens (VF : Marie-Laure Dougnac) : Paz
- Kyle Bornheimer (VF : Lionel Tua) : Jack Briggs
- Britt Lower (VF : Caroline Bourg) : Sarah Finn
- Britt Robertson (VF : Julie Turin) : Fallon

#### Saison 3
- Jamie Chung (VF : Geneviève Doang) : Tina
- Austin Basis (VF : Jean-Rémi Tichit) : Ethan
- Chace Crawford (VF : Jean-Baptiste Marcenac) : Byron
- Kerri Kenney (VF : Isabelle Ganz) : Joanna
- Maya Erskine (VF : Audrey Sablé) : Rae
- Nadine Nicole (VF : Corinne Wellong) : Casey
- Caroline Lindy (VF : Hélène Bizot) : Harper
- Davida Williams (VF : Adeline Germaneau) : Lana
- Judy Greer (VF : Marina Moncade) : Judy

#### Saison 4
- Ivan Shaw (VF : Stéphane Fourreau) : Jeff
- Megan Ferguson (VF : Elsa Bougerie) : Rita
- Lorenza Izzo (VF : Victoria Grosbois) : Tathiana
- Lauran September (VF : Claire Morin) : Amy
- Molly Ephraim (VF : Adeline Chetail) : Jess
- Timm Sharp (VF : Franck Capillery) : John

Version française
- Société de doublage : Nice Fellow
- Direction : Brigitte Aubry
- Adaptation : Rachel Campard et Vanessa Azoulay

Source VF : DSD Doublage

## Épisodes

### Saison 1 (2015)
1. Frère protecteur (Pilot)
2. Sorties entre amis (Friends)
3. Animal de compagnie (Animals)
4. Quiproquos (…)
5. Invasion (Mom)
6. Sous pression (Biden)
7. Incompréhension (Home)
8. Défense de zone (Bottles)
9. Témoin de mariage (Mars)
10. Dave (Dave)

### Saison 2 (2016)
1. Nouvelle phase (Phase 3)
2. Perte de repères (Trivial Pursuit)
3. Nouvelles amitiés (Such Good Friends)
4. Soirée barbecue (Big Green Egg)
5. Au voleur ! (Bicycle Thieves)
6. Cadeaux par centaines (100 Cows)
7. Triangle amoureux (Threesomes)
8. Jalousies (The Magpie)
9. Escapade (The Lake)
10. Retrouvailles (Reunion)
11. Adopte un cercueil (Death and Taxes)
12. Surprise ! (40)
13. Voyage sans retour (The Great Unknown)

### Saison 3 (2017)
1. Tu redeviendras poussière (Ashes to Ashes)
2. Balades nocturnes (Things to Do in Burbank When You're Dead)
3. La Table (The Table)
4. L'Asticot (The Sprout)
5. Différentes phases (Look at Me)
6. Erik, ce héros (Troubleshooting)
7. Morts aux rats (The Rat King)
8. Avenir américain (Venus)
9. Fresno (Fresno)
10. Tentations perpétuelles (Cake Walk)
11. Illusions déçues (Firesale)
12. Au commencement (99)
13. Hérédité (The Hermit & the Moon)

### Saison 4 (2018)
1. Carrie (Carrie)
2. La Pièce manquante (The Missing Piece)
3. Le Monde virtuel (Virtual Reality)
4. Nos rêves, nos envies (Dreams Stay With You)
5. Super Bowl (The Last Super Bowl)
6. Voyage formateur (Faultless Bodies and Blameless Minds)
7. Manque d'ouvertures (All About You)
8. Fin (Finale)